# 藤井啓司
藤井 啓司（ふじい けいじ、1958年 - 2005年8月14日）は、ドイツ文学者、元東京大学助教授。

## 略歴

### 学歴
- 1981年3月　東京大学文学部卒業（ドイツ語ドイツ文学専修課程）
- 1984年3月　東京大学大学院人文科学研究科独語独文学専門課程修士課程修了
- 1986年10月　西ドイツベルリン自由大学、テュービンゲン大学に留学

### 職歴
- 1984年4月　東京大学文学部助手
- 1989年4月　同志社大学専任講師
- 1994年4月　同志社大学助教授
- 1995年4月　東京大学大学院人文社会系研究科助教授

## 編著
- 身体をめぐる政治 眼差し,技術,ディスクルス 日本独文学会, 2003

## 翻訳
- フォイエルバハ論 フリードリヒ・エンゲルス 長坂聡共訳 労働大学, 1992
- 人間にはいくつの真理が必要か 疎外論から他者論へ リュディガー・ザフランスキー 山本尤共訳 法政大学出版局, 1992
- マルレーネの姉 二つの物語 ボート・シュトラウス 同学社, 2004